# عقد 810 هـ
عقد 810 هـ هو الفترة بين عام 810 إلى 819 في التقويم الهجري، أي العشر سنوات الثانية من القرن التاسع الهجري.